# Theodor Johnsson
Theodor Johnsson, född 6 februari 2003 i Helsingborg, är en svensk professionell ishockeyspelare som spelar för Vasa Sport i Liiga. Hans moderklubb är Helsingborgs HC.